# گلخانه (اندیمشک)
گلخانه روستایی است که در نزدیکی شهر حسینیه واقع شده‌است. براساس سرشماری مرکز آمار ایران در سال ۱۳۹۵، گلخانه ۳۷۷ نفر جمعیت دارد.